# Chrysophyllum aulacocarpum
Chrysophyllum aulacocarpum är en tvåhjärtbladig växtart som beskrevs av Adolf Ernst. Chrysophyllum aulacocarpum ingår i släktet Chrysophyllum och familjen Sapotaceae. Inga underarter finns listade i Catalogue of Life.